# Octavian-Claudiu Radu
Octavian-Claudiu Radu (n. 1 mai 1961, București, România) este un om de afaceri din România cunoscut mai ales datorită magazinelor Diverta, nume care a devenit un brand național. Este fondatorul grupului de companii RTC, un holding cu 8 linii de business și peste 4000 de angajați.. Conform topului 300 Cei mai bogați români din 2008 întocmit de Revista Capital, averea lui Radu Octavian a fost estimată la peste 200 milioane euro.

## Viața de familie
Radu Octavian locuiește în București, în cartierul Străulești, în apropierea lacului Grivița, și are cinci copii din două căsătorii. Octavian-Claudiu Radu este căsătorit, în prezent, cu o fostă angajată din compania RTC.

## Activitate politică
Pentru o scurtă perioadă de timp, Radu Octavian a avut și demnități publice. În anul 2004 a candidat pe listele Alianței Dreptate și Adevăr PNL-PD în circumscripția electorală nr. 16 din Dâmbovița. A fost validat ca deputat în data de 17 decembrie 2004, în ciuda faptului că CNSAS i-a dat verdict de poliție politică, dar după o perioadă de doar câteva luni, în 28 iunie 2005 a demisionat din această funcție. Locul lui Octavian-Claudiu Radu a fost luat de deputatul Monica-Mihaela Știrbu.